# この世界は僕らを待っていた
「この世界は僕らを待っていた」（このせかいはぼくらをまっていた）は、茅原実里の楽曲。彼女の17枚目のシングルとして2013年4月24日にLantisから発売された。楽曲の制作は畑亜貴が作詞、中土智博が作曲を行なった。

## 概要
前作「SELF PRODUCER」から約6ヶ月ぶりのリリースであり、2013年1作目のシングル。2013年2月9日にユナイテッド・シネマ豊洲で開催された『翠星のガルガンティア 先行上映イベント』にて発表された。茅原の所属事務所がエイベックス・プランニング&デベロップメント（APD）からM-Peaceに移籍となって発売される初のシングルであるが、本作は上記のようにAPD所属時に発表されていた物である。
本曲は、テレビアニメ『翠星のガルガンティア』のオープニングテーマに起用された。茅原のシングル表題曲がテレビアニメの主題歌に起用されるのは前々作「ZONE//ALONE」から3作連続。内容は希望に満ち溢れたスケールの大きいもので、詞は人の強さ、優しさ、人と人との絆が描かれている。
本曲にはPVが製作されており、2013年3月15日に伊豆の海辺で撮影された。2013年3月27日にYouTubeのLantis公式ちゃんねる『Lantisちゃんねる』からPVのショートバージョンが配信された。
シングルのジャケット撮影は2013年3月7日に行われた。ジャケットデザインは希望に胸を膨らませた冒険への出発をイメージしたものである。また、撮影では小舟を使用した。 
シングルの2曲目「CRADLE OVER」は、PlayStation 3専用ゲームソフト『ディスガイア D2』のオープニングテーマに起用され、ドラマチックな楽曲であり、運命を切り開く強さが込められている。茅原の楽曲がゲーム作品の主題歌に起用されるのは前作「SELF PRODUCER」に収録された「Secret Season 〜桜色の恋人〜」から2作連続。
3曲目「逢いに行きたい」は、茅原曰く「しっとりとしたラブソング」であるが、当初は片想いをテーマにするつもりだった。

## 批評
Billboard JAPANの平賀哲雄は、「茅原実里にとっても、新たな代表曲になりそうなキャッチーさ、華やかさを持ち合わせている。」と評した。
CDジャーナルは、「高揚感に溢れる爽やかな疾走曲。」と評した。

## 収録曲
| #         | タイトル                                                                               | 作詞      | 作曲      | 編曲                                         | 時間  |
| --------- | -------------------------------------------------------------------------------------- | --------- | --------- | -------------------------------------------- | ----- |
| 1.        | 「この世界は僕らを待っていた」(テレビアニメ『翠星のガルガンティア』オープニングテーマ) | 畑亜貴    | 中土智博  | 中土智博                                     | 3:42  |
| 2.        | 「CRADLE OVER」(PlayStation 3用ゲームソフト『ディスガイア D2』オープニングテーマ)      | 古屋真    | 佐藤天平  | 佐藤天平、室屋光一郎（ストリングスアレンジ） | 4:42  |
| 3.        | 「逢いに行きたい」                                                                     | 茅原実里  | 俊龍      | 中西亮輔                                     | 5:08  |
| 合計時間: | 合計時間:                                                                              | 合計時間: | 合計時間: | 合計時間:                                    | 13:33 |

## 収録アルバム
| 楽曲                       | 発売日         | タイトル     | 備考                        |
| -------------------------- | -------------- | ------------ | --------------------------- |
| この世界は僕らを待っていた | 2013年12月11日 | NEO FANTASIA | 5枚目のオリジナルアルバム。 |

## 参加ミュージシャン
| この世界は僕らを待っていた | この世界は僕らを待っていた |
| -------------------------- | -------------------------- |
| Guitar                     | 鍋島圭一                   |
| Bass                       | 山本直哉                   |
| Drums                      | 髭白健                     |
| Strings                    | 大先生室屋ストリングス     |

| CRADLE OVER | CRADLE OVER            |
| ----------- | ---------------------- |
| Guitar      | 馬場一人               |
| Bass        | 山本直哉               |
| Drums       | 髭白健                 |
| Strings     | 大先生室屋ストリングス |

| 逢いに行きたい | 逢いに行きたい         |
| -------------- | ---------------------- |
| Guitar         | 黒田晃年               |
| Bass           | 山口寛雄               |
| Drums          | 髭白健                 |
| Strings        | 大先生室屋ストリングス |